# Łukaszówka
Łukaszówka – wieś w Polsce położona w województwie lubelskim, w powiecie krasnostawskim, w gminie Kraśniczyn.
W latach 1975–1998 miejscowość administracyjnie należała do województwa chełmskiego.
Wieś stanowi sołectwo gminy Kraśniczyn. Według Narodowego Spisu Powszechnego (III 2011 r.) wieś liczyła 78 mieszkańców.
Wierni Kościoła rzymskokatolickiego należą do parafii Nawiedzenia Najświętszej Maryi Panny i św. Łukasza w Surhowie. W Łukaszówce znajdują się dwie kaplice pw. św. Łukasza Ewangelisty, który wraz z Matką Bożą objawił się według tradycji mieszkańcom wsi. W jednej z nich umieszczono słynący łaskami obraz (obecnie w kościele w Surhowie), a do cudownego źródełka pielgrzymować zaczęli mieszkańcy okolicy.